# Tom Armstrong (dessinateur)
Pour les articles homonymes, voir Tom Armstrong et Armstrong.
Tom Armstrong est un dessinateur américain né le 12 mars 1950 à Evansville, Indiana.

## Biographie
Armstrong a étudié à l'université d'Evansville. Dans le journal de cette université il crée le strip hebdomadaire Two-S. Une fois diplômé des Beaux-arts, il travaille en indépendant pour des entreprises publicitaires. En 1979, avec Tom Batiuk (en), il crée le strip John Darling (en). En 1982 il crée le personnage de comic-strip Marvin (en). En 1985, il quitte le strip John Darling pour se concentrer sur Marvin. Gerry Shamray (en) le remplace alors. Le succès de Marvin lui vaut une adaptation en dessin animé en 1989. Elle permet aussi à Armstrong de fonder une société florissante pour gérer les produits dérivés de Marvin. En 1996, Armstrong reçoit un Prix de la National Cartoonists Society#Prix_Elzie_Segar. En 2013, la série est renommée en Marvin & Family.

### Vie personnelle
Tom Armstrong vit en Floride avec sa femme et ses deux enfants.

## Récompenses
Lauréat du prix Elzie Segar en 1996.